# Layrac
 Layrac  es una población y comuna francesa, en la región de Aquitania, departamento de Lot y Garona, en el distrito de Agen y cantón de Astaffort.

## Demografía
| 2701 | 2635 | 2520 | 2800 | 2983 | 3149 |
| Para los censos de 1962 a 1999 la población legal corresponde a la población sin duplicidades (Fuente: INSEE [Consultar]) |      |      |      |      |      |